# Роберт Џон Берк
Роберт Џон Берк (енгл. Robert John Burke; Њујорк, Њујорк, 12. септембар 1960) амерички је филмски, позоришни и телевизијски глумац.